# Xi Leonis
Xi Leonis (ξ Leonis , förkortat Xi Leo, ξ Leo) som är stjärnans Bayerbeteckning, är en ensam stjärna belägen i den sydvästra delen av stjärnbilden Lejonet. Den har en skenbar magnitud på 5,14 och är svagt synlig för blotta ögat. Baserat på parallaxmätning inom Hipparcosuppdraget på ca 15,1 mas, beräknas den befinna sig på ett avstånd av ca 216 ljusår (66 parsek) från solen.

## Egenskaper
Xi Leonis är en orange till röd jättestjärna av spektralklass K0 III. Den har en radie som har expanderat till 12 gånger solens radie. Den utsänder från dess fotosfär 60 gånger mer energi än solen vid en effektiv temperatur på 4 688 K. I Combined General Catalogue of  Variable Stars anges den som en misstänkt variabel stjärna med en maximal skenbar magnitud på 4,97.